# Rivière Blue Sea
Pour les articles homonymes, voir Blue Sea (homonymie).
La rivière Blue Sea est un affluent de la rivière Picanoc, coulant au nord du fleuve Saint-Laurent, dans les cantons de Bouchette et Wright, dans les municipalités de Blue Sea et de Gracefield, dans la municipalité régionale de comté (MRC) de La Vallée-de-la-Gatineau, dans la région administrative de la Outaouais, au Québec, au Canada.
Ce cours d’eau coule dans une petite vallée où les zones forestières, agricoles et de villégiature se mélangent. Dans ce sous-bassin hydrographique, la villégiature est surtout concentrée autour des lacs Blue Sea, Perreault et Orignal.
La surface de la rivière Blue Sea est généralement gelée de la mi-décembre jusqu’à la fin mars. Jadis, la foresterie constitue la principale activité économique ; la villégiature constitue l’activité importante.

## Géographie
La rivière Blue Sea prend sa source dans le canton de Bouchette, à l’embouchure d’un lac du Blue Sea (longueur : 9,3 km dans l’axe Nord-Sud ; altitude : 166 m). Ce lac chevauche les municipalités de Messines et de Blue Sea.
Une série de montagnes bordent le côté ouest du lac dont le Mont Morissette (altitude : 391 m) où une tour à feu avait été aménagée et la montagne à Roger (altitude : 380 m).
L’embouchure de ce lac est située à 11,6 km au nord-ouest du centre-ville de Gracefield, à 11,7 km au nord de la confluence de la rivière Blue Sea, à 23,1 km au sud du centre-ville de Maniwaki et à km au nord de la confluence de la rivière Gatineau.
À partir de l’embouchure du lac Blue Sea (située au sud), la rivière du même nom coule sur 18,2 km, selon les segments suivants :
- 3,6 km vers le sud dans le canton de Bouchette, en coupant la rue Du Pont, jusqu’au pont du chemin de Blue Sea Nord ;
- 2,6 km vers le sud, en serpentant jusqu’à la rive nord du lac Perreault ;
- 1,7 km vers le sud, en traversant le lac Perreault (altitude : 155 m) sur sa pleine longueur, jusqu’à son embouchure ;
- 5,9 km vers le sud-ouest, en coupant le chemin de Blue Sea, en recueillant les eaux de la décharge du lac Guilmette (venant du nord-ouest) et en coupant le chemin du Lac-Cayamant, en serpentant jusqu’au ruisseau Le Bourg ;
- 4,4 km en serpentant vers le sud, jusqu’à la confluence de la rivière[2].

La rivière Blue Sea se déverse dans le canton de Wright, sur la rive nord de la rivière Picanoc ; cette dernière coule à son tour vers l'est pour aller se déverser dans la rivière Gatineau, au sud de Gracefield. Cette confluence de la rivière Blue Sea est située à :
- 3,3 km au sud-est du centre-ville de Gracefield ;
- 2,7 km à l’ouest de la confluence de la rivière Picanoc ;
- 75 km au nord de la confluence de la rivière Gatineau.

## Toponymie
Le toponyme rivière Blue Sea a été officialisé le 5 décembre 1968 à la Commission de toponymie du Québec.